# 平南冬青
平南冬青（学名：Ilex pingnanensis）为冬青科冬青属的植物，为中国的特有植物。分布于中国大陆的广西、广东等地，生长于海拔180米至550米的地区，常生长在山地疏林中，目前已由人工引种栽培。